# Атчисон (округ, Миссури)
Округ Атчисон (англ. Atchison County) — округ штата Миссури, США. Население округа на 2009 год составляло 6036 человек. Административный центр округа — город Рок-Порт.

## История
Округ Атчисон основан в 1843 году. Назван в честь сенатора США из Миссури Дэвида Райса Атчисона.

## География
Округ занимает площадь 1411.5 км2. В окружном центре Рок Порт средняя температура июля составляет 24,3 °С со средним максимумом 30,6 °С, средняя температура января — −5,3 °С со средним минимумом −11,3 °С.

## Демография
Согласно оценке Бюро переписи населения США, в округе Атчисон в 2009 году проживало 6036 человек. Плотность населения составляла 4.3 человек на квадратный километр.